# Hersilia montana
Hersilia montana là một loài nhện trong họ Hersiliidae.
Loài này thuộc chi Hersilia. Hersilia montana được miêu tả năm 2007 bởi Chen.